# Bronisławów (powiat sieradzki)
Bronisławów – wieś w Polsce położona w województwie łódzkim, w powiecie sieradzkim, w gminie Brzeźnio.
| SIMC    | Nazwa       | Rodzaj    |
| ------- | ----------- | --------- |
| 0989548 | Przedgórcze | część wsi |
| 0989554 | Zawodzie    | część wsi |

W latach 1975–1998 miejscowość należała administracyjnie do województwa sieradzkiego.
3 września 1939 żołnierze Wehrmachtu i SS dokonali zbrodni na ludności wsi. Zamordowali 6 mieszkańców.